# Sportvagns-VM 1985
Sportvagns-VM 1985 kördes över totalt 11 omgångar.
Från 1985 ersattes märkesmästerskapet av ett team-mästerskap.

## Delsegrare
| Bana                 | Vinnare                                          | Märke        |
| -------------------- | ------------------------------------------------ | ------------ |
| Mugello 1000 km      | Jacky Ickx Jochen Mass                           | Porsche      |
| Monza 1000 km        | Manfred Winkelhock Marc Surer                    | Porsche      |
| Silverstone 1000 km  | Jacky Ickx Jochen Mass                           | Porsche      |
| Le Mans              | Klaus Ludwig "John Winter" Paolo Barilla         | Porsche      |
| Hockenheim 1000 km   | Derek Bell Hans Joachim Stuck                    | Porsche      |
| Mosport 1000 km      | Derek Bell Hans Joachim Stuck                    | Porsche      |
| Spa 1000 km          | Bob Wollek Mauro Baldi                           | Lancia       |
| Brands Hatch 1000 km | Derek Bell Hans Joachim Stuck                    | Porsche      |
| Fuji 1000 km         | Kazuyoshi Hoshino Akira Hagiwara Kenji Matsumoto | March-Nissan |
| Selangor 800 km      | Jacky Ickx Jochen Mass                           | Porsche      |

## Förar-VM
| Plats | Förare             | Poäng |
| ----- | ------------------ | ----- |
| 1=    | Derek Bell         | 117   |
| 1=    | Hans-Joachim Stuck | 117   |
| 3=    | Jacky Ickx         | 101   |
| 3=    | Jochen Mass        | 101   |

## Team-VM
| Plats | Team                 | Märke   | Poäng |
| ----- | -------------------- | ------- | ----- |
| 1     | Rothmans             | Porsche | 107   |
| 2     | Martini Racing       | Lancia  | 58    |
| 3     | Joest Racing         | Porsche | 50    |
| 4     | Kremer Racing        | Porsche | 43    |
| 5     | Richard Lloyd Racing | Porsche | 31    |